# ベッレ・エアー
ベッレ・エアー（英: Belle Air）は、かつて存在したアルバニアを本拠地とする航空会社である。2013年に運航を停止した。

## 路線

### 国際線
- イタリア

## 保有機材

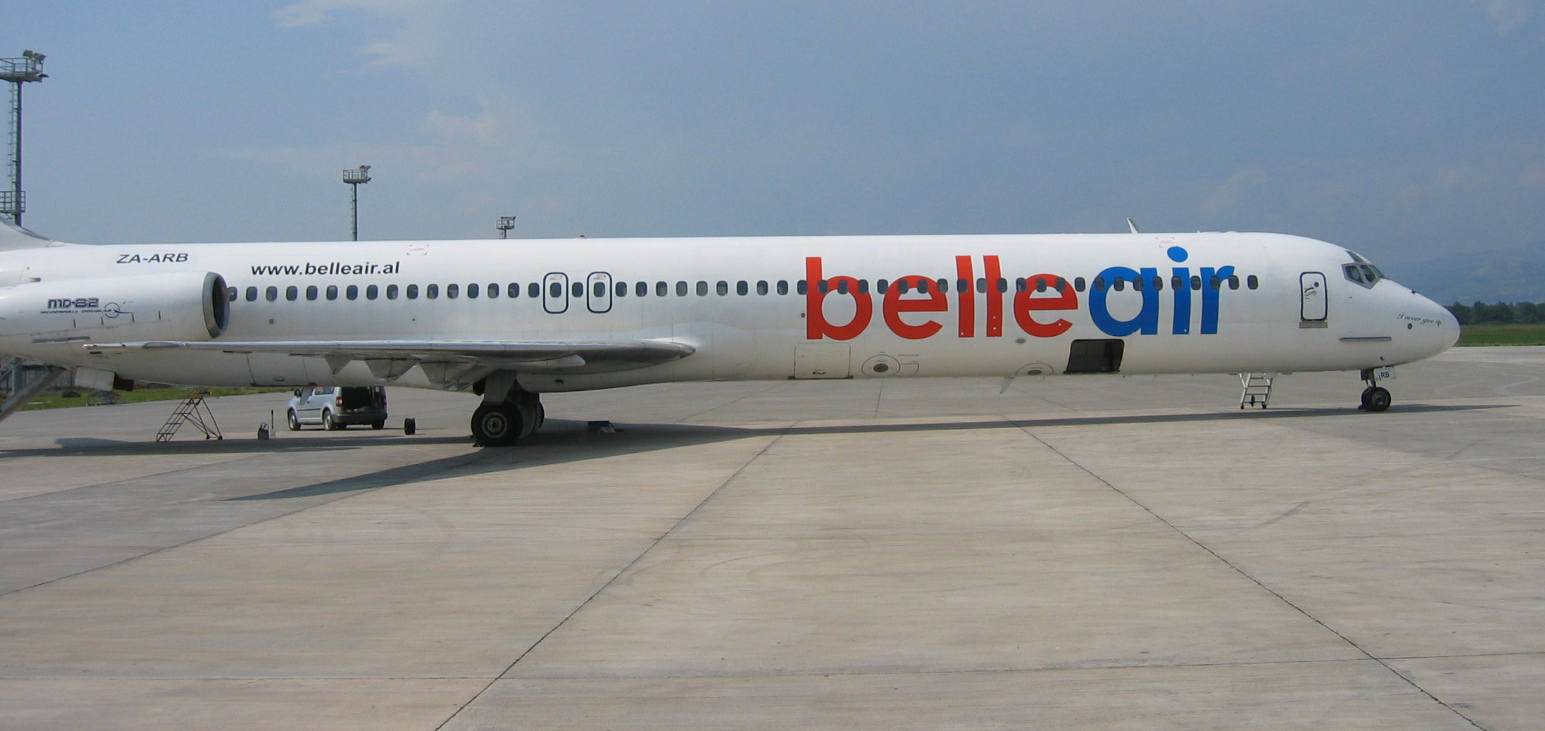
ベッレ・エアーのMD-82型機

ベッレ・エアーの保有機材は以下の通り（2010年11月現在）
- エアバスA319 100型機 2機
- エアバスA320 200型機 2機
- ATR 72 500型機 1機
- マクドネル・ダグラスMD-82型機 1機